# VUC Syd
VUC Syd var et uddannelsescenter med afdelinger i Haderslev, Aabenraa, Sønderborg og Tønder. VUC Syd tilbød en række forskellige uddannelser og kurser, heriblandt 2-årig hf, ordblindeundervisning, avu, SOF og gymnasial supplering.
VUC Syd tilbød også fjernundervisning og undervisning til ordblinde og læsesvage.
VUC Syd havde i alt ca. 120 medarbejdere ansat, og hvert år var der ca. 3000 kursister tilmeldt hele forløb eller enkelte fag.
Den 1. august 2024 gik VUC Syd konkurs. 

## VUC syd-sagen
VUC syd-sagen tager form i juni 2017. Radio 24syv afslører, at bestyrelsen og topledelsen i VUC syd havde været på studietur til Californien for den nette sum af 380.000 kroner. Ganske få dage efter afsløringen vælger den daværende direktør Hans Jørgen Hansen at trække sig fra posten som direktør. Han fortæller i et brev til medarbejderne, at det intet har med den verserende sag at gøre. I de kommende dage vælter møgsagerne ud af skabene på VUC syd. Elever fortæller, at de samme år som bestyrelsen og topledelsen tog til Californien, blev tvunget til at droppe deres studietur, fordi der ikke var råd til den. Det kommer også frem, at direktørens søn, vicedirektørens datter og bestyrelsesformandens kone alle fik job på VUC. Derudover viser en revisonsrapport, at der tidligere har været rejst kritik af VUC Syds rejselyst.
Bestyrelsen holder sit første møde efter den forgangne uges mediestorm. Haderslevs borgmester, H.P. Geil (V), der også er formand for VUC Syds bestyrelse fortæller efter mødet, at han fortsat har bestyrelsens opbakning. Bestyrelsen udpeger samtidig en konstitueret direktør. Det bliver den hidtidige vicedirektør Vinnie Lerche Freudendal.
Fredag den. 23 6.2017 kan radio 24syv afsløre, at VUC Syd i årene 2015-2017 har betalt 256.000 kroner for flere sponsorater i Haderslev Golfklub, hvor den tidligere direktør for VUC Syd, Hans Jørgen Hansen, selv spiller golf. Aktindsigt viste, at institutionen havde brugt i alt 1,6 millioner kroner på sponsoraftaler.
Samme dag kommer den konstituerede direktør Vinnie Lerche Freudendal med en udtalelse om, at der frem til foråret 2017 manglede retningslinjer for sponsorater.
To en halv uges massiv mediestorm kulminerer med, at Radio 24syv via aktindsigter kan afsløre, at direktørens kontor er blevet indrettet for ikke mindre end 225.000 kroner i alt. Heraf er der brugt 87.000 kroner til et B&O Fladskærms-tv.
Daværende bestyrelsesformand H.P. Geil, der dengang også var Venstres borgmester i Haderslev, fastholdt overfor JydskeVestkysten, at han og den øvrige bestyrelse levede op til sit ansvar. Bestyrelsen godkendte bare et overordnet budget.
Ejendommen, som har været brugt til undervisningen, er blevet solgt til Haderslev Kommune og fungerer nu som byens rådhus.
VUC Syd sagen er afsluttet. Siden 1.1.2019 har Bente Lyck-Damgaard været direktør ved VUC Syd.

## Fjernundervisningscenter
VUC Syd har et fjernundervisningstilbud for unge og voksne, som ønsker at gå i skole uden at møde op dagligt. Undervisningen foregår online, så kursisten behøver ikke møde på en skole, hvis de deltager på hf. På avu er 20% deltagelse på skolen påkrævet. Tilmeldte kursister undervises således ved hjælp af online undervisning via pc, tablet eller smartphone. i tidsrummet 2016-2019 var fjernundervisningsafdeling placeret på Flow Factory, som nu er en del af Haderslevs rådhus.

## Undervisningstilbud
- Hf-enkeltfag
- Hf fagpakker
- Hf2-klasser i Haderslev, Sønderborg og Åbenrå
- HF-klasser på 3 år til elever med SPS-støttebehov i Haderslev, Sønderborg og Åbenrå
- SOF - Supplerende overbygningsforløb til HF, EUX 1. del og IB med en score 18-23
- GSK - Gymnasial supplering
- AVU - Almen voksenundervisning
- IKV - Individuel kompetencevurdering
- FVU - forberedende voksenundervisning
- Ordblindeundervisning